# Bohdanečský rybník
Das europäische Vogelschutzgebiet Bohdanečský rybník liegt in der Nähe von Pardubice in Tschechien. Das etwa 3 km² große Vogelschutzgebiet umfasst mehrere Teiche mit umgebenden Schilfgürteln. Der Feuchtbiotopkomplex ist ein wichtiges Bruthabitat für das Tüpfelsumpfhuhn. Aber auch andere Wasservogelarten, wie Rohrdommel, Zwergdommel, Blaukehlchen, Wasserralle und Rohrsänger kommen im Gebiet vor.

## Schutzzweck
Folgende Vogelarten sind für das Gebiet gemeldet; Arten, die im Anhang I der Vogelschutzrichtlinie geführt sind, sind mit * gekennzeichnet:
| Bild            | Anhang I | EU Code | Art             | wissenschaftlicher Name |
| --------------- | -------- | ------- | --------------- | ----------------------- |
| Tüpfelsumpfhuhn | *        | A119    | Tüpfelsumpfhuhn | Porzana porzana         |